# Louis, der Geizkragen
Louis, der Geizkragen ist eine 1980 entstandene französische Filmkomödie von Louis de Funès und Jean Girault nach dem Lustspiel Der Geizige (1668) von Molière. Louis de Funès spielt darin einen krankhaften Geizhals.

## Handlung
Frankreich im 17. Jahrhundert: Harpagon ist ein Geizhals, wie er im Buche steht. Sein oberstes Ziel ist es, sein Vermögen zu bewahren und zu vergrößern. Seinen Schatz bewahrt er in einem Kasten auf, welchen er in seinem Hof vergraben hat und von dessen Unversehrtheit er sich mindestens einmal am Tag überzeugt. Sein Geiz treibt viele kuriose Blüten. So flüchtet er während der Kollekte in der Kirche panisch vor der Küsterin.
Seine beiden Kinder, die Tochter Elise und der Sohn Cléante, haben unter dem Geiz des Vaters schwer zu leiden. Um zu sparen, sucht der Vater für seine Tochter den alten Anselme aus, der bereit ist, auf eine Mitgift zu verzichten. Dass sie seinen Haushofmeister Valère liebt, weiß er nicht. Für Sohn Cléante ist eine ebenso betagte wie betuchte Witwe vorgesehen. Harpagon selbst hat ein Auge auf die junge, hübsche Nachbarstochter Marianne geworfen – wie sein Sohn, der mit den väterlichen Heiratsplänen ebenso wenig einverstanden ist wie seine Schwester Elise.
Als Harpagon bei der ersten Begegnung mit Marianne auffällt, dass sie und sein Sohn sich durch zweideutige Bemerkungen ihre Liebe gestehen, schöpft er Verdacht. Nachdem Marianne, Cléante und Elise die Hochzeitsvermittlerin Frosine um Rat gebeten haben, holt Harpagon seinen Sohn zu sich und behauptet, seine Heiratspläne aufgeben und Marianne nun mit seinem Sohn verheiraten zu wollen. Als Cléante, der nicht erkennt, dass sein Vater ihn nur aushorchen will, ihm seine wahren Gefühle für Marianne gesteht, kommt es zum Streit zwischen Vater und Sohn. Ein Versuch von Maître Jacques, der sowohl Koch als auch Kutscher ist, den Streit zu schlichten, indem er ihnen getrennt sagt, der jeweils andere würde nun zustimmen, scheitert wenige Sekunden später.
Kurz darauf bringt der Diener La Flèche Cléante den Geldkasten seines Vaters, den er ihm heimlich gestohlen hat. Über den Verlust seines Geldes in Panik geraten, zitiert Harpagon den Kommissar und wünscht in seiner Verzweiflung die Verhaftung von ganz Paris. Um sich an dem ihm unliebsamen Valère zu rächen, behauptet Maître Jacques, dass dieser die Schatulle genommen habe. Harpagon verhört diesen darauf in Beisein des Kommissars. Valère missversteht die Situation jedoch und glaubt, man wisse von seiner Liebe zu Elise, welche er gesteht und womit er Harpagon noch wütender macht. Als Anselme eintrifft, stellt sich heraus, dass Valère und Marianne seine Kinder sind. Die drei wurden vor Jahren bei einem Schiffsunglück getrennt und glaubten, dass die jeweils anderen tot seien. Anselme gibt Elise und Valère seinen Segen. Cléante bietet seinem Vater an, ihm das Versteck des Geldes zu verraten, wenn dieser in seine Hochzeit mit Marianne einwilligt. Anselme verspricht, die Doppelhochzeit zu finanzieren und auch die ganze Mitgift zu zahlen. Maître Jacques wird seine falsche Anschuldigung verziehen.
Nachdem La Fléche ihm den Kasten zurückgegeben hat, flüchtet Harpagon damit in die Wüste, wo ihn erneut die Küsterin mit dem Klingelbeutel verfolgt.

## Produktion
Bereits 1957 und 1961 wurde versucht, Louis de Funès für die Rolle des Harpagon im Stück Der Geizige von Molière zu verpflichten. Er fühlte sich jedoch noch nicht reif genug dafür und lehnte jeweils ab. Es gab auch später immer wieder Angebote, die jedoch nicht zur Ausführung kamen. Seine zwei Herzinfarkte von 1975 machten aber endgültig den Traum einer Bühnenadaption unmöglich. Da das französische Fernsehen kein ausreichendes Budget zur Verfügung stellte, nahm er das Angebot des Produzenten Christian Fechner an, der die erforderlichen Mittel für eine Kinoproduktion besorgte.
Der Film präsentiert sich größtenteils bewusst als eine Art verfilmtes Bühnenstück mit dem Charakter einer Theateraufführung. So fallen schon die einleitenden Dialoge sehr lang aus. Häufig sprechen einzelne Figuren, die Vierte Wand durchbrechend, in Monologen direkt in die Kamera, obwohl andere Charaktere, die das nicht hören dürften, direkt daneben stehen. An vielen Stellen fallen auch theaterhafte Bühnenbilder auf, etwa sind die durch Harpagons Geiz halb verhungerten Kutschpferde lediglich an die Rückwand des Raumes gezeichnet (mit Uderzos Signatur), und die Nadelbäume im Garten sind unübersehbar nur auf den Boden gestellt wie Weihnachtsbäume zum Verkauf.
Jean Girault, der schon mehrere De-Funès-Filme inszeniert hatte, und de Funès teilten sich die Regie. De Funès „verzichtet auf keine seiner üblichen Faxen“, und der Stoff wird augenzwinkernd vorgetragen. In den Innenräumen des Hauses bewerben Tafeln an den Wänden Molières Stück. Verfolgungen sind anachronistisch mit Rockmusik unterlegt.
Kinostart in Frankreich war am 5. März 1980, in Deutschland nur drei Wochen später am 27. März 1980. Das französische Original hat eine Länge von 116 Minuten. Mit ungefähr 40 Minuten weniger ist dies der in der deutschen Version am stärksten gekürzte Louis-de-Funès-Film. Kommerziell blieb er hinter den Erwartungen zurück.
Die Originalfassung hält sich, de Funès’ Wunsch entsprechend, an den Text der Vorlage. In der ursprünglichen deutschen Synchronfassung tauchen hingegen, dem Sprachstil vergleichbarer Filme der 1970er Jahre angepasst, Begriffe wie „Sendepause“ und „Bahnhofspenner“ auf. Gesprochen wurde de Funès in dieser ersten Synchronfassung von 1980 von Peter Schiff. Eine neue, werkgetreue und ungekürzte deutsche Synchronfassung wurde 2008 erstellt. In dieser Fassung wird de Funès von Michael Pan gesprochen. Kurz- und Langfassung des Films liegen mit alter und neuer Synchronisation seit August 2010 auf einer DVD vor, die in der Louis de Funès Collection 2 enthalten ist.

## Kritik
- Cinema: „Urkomische Verfilmung von Molières Bühnen-Klassiker „Der Geizige“.“
- Das Große Film-Lexikon: „Das Ergebnis ist ein ordentlich entstaubter und aufgemöbelter Klassiker, der etwas mehr Substanz aufweist als de Funès' übliche Vehikel.“[1]
- prisma-online: „Frankreichs Komiker-Ikone Louis de Funès einmal mehr in seiner Glanzrolle als explosiver Giftzwerg.“[3]
- Lexikon des internationalen Films: „Louis de Funès in einer ungewohnten Glanzrolle; leider gelingt es der schwachsinnigen deutschen Synchronisation, aus einem bemerkenswerten Film eine mäßige Klamotte zu machen.“[4]